# Kazushi Isoyama
Kazushi Isoyama (磯山 和司 Isoyama Kazushi?, nacido el 8 de enero de 1975 en Ibaraki) es un exfutbolista japonés. Jugaba de delantero y su último club fue el Arte Takasaki de Japón.

## Trayectoria

### Clubes
| Club                  | País  | Año         |
| --------------------- | ----- | ----------- |
| Brummell Sendai       | Japón | 1997        |
| Otsuka Pharmaceutical | Japón | 1997 - 1998 |
| Omiya Ardija          | Japón | 1999 - 2003 |
| Consadole Sapporo     | Japón | 2002        |
| Mito HollyHock        | Japón | 2004 - 2005 |
| Arte Takasaki         | Japón | 2006 - 2007 |